# لويس إنريكي فيرو
لويس إنريكي فيرو هو طبيب وكاتب وشاعر إكوادوري، ولد في 14 نوفمبر 1936 في تولكان في الإكوادور.